# Akarçay Tepe

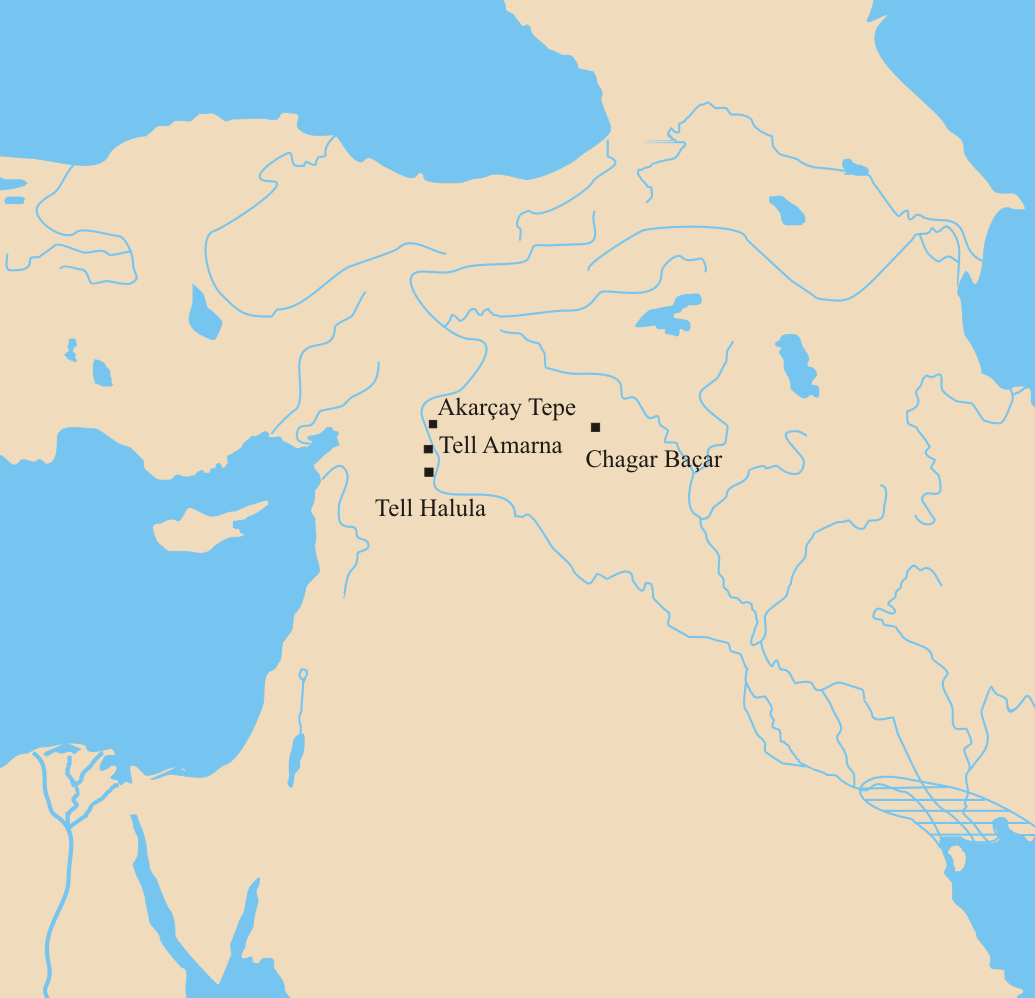
Excavacions catalanes a Síria i Turquia

Akarçay Tepe (en turc El Pic d'Akarçay, pronunciat Akartxai Tepe) és un jaciment arqueològic de Turquia a la vall mitjana de l'Eufrates (Província de Şanlıurfa), prop de l'antiga ciutat de Karkemiš, i a uns 50 km al nord de la frontera turco-siriana. La construcció d'un embassament en aquesta zona va forçar una campanya de salvament arqueològic. El Departament de prehistòria de la Universitat d'Istanbul fou l'encarregat de la salvaguarda del jaciment d'Akarçay Tepe i va establir una col·laboració científica amb el Seminari d'Arqueologia Prehistòrica del Pròxim Orient (SAPPO) del Departament de Prehistòria de la Universitat Autònoma de Barcelona. Arran d'aquesta sol·licitud es creà el projecte Akarçay Tepe, que permeté l'estudi del jaciment classificat en el "Neolític tardà".